# Kocham cię jak Irlandię
Kocham cię jak Irlandię – utwór Kobranocki, wydany w 1990 na albumie Kwiaty na żywopłocie. Piosenkę zalicza się do największych przebojów w historii polskiego rocka.
Piosenka zadebiutowała na liście Liście Przebojów Programu Trzeciego 9 grudnia 1989 roku, na którym przebywała 22 tygodnie, z czego cztery na pozycji pierwszej.
Piosenka powstała w wyniku nieszczęśliwej miłości autora tekstu, Andrzeja Michorzewskiego do tajemniczej dziewczyny z Włocławka, którą mijał codziennie w drodze do szkoły. Michorzewski w jednym z wywiadów przyznał, że nieznajoma dziewczyna zawsze znikała w rejonie ulicy Fabrycznej nad Wisłą (nazwa ulicy pojawia się także w piosence). Michorzewski odważył się zaprosić dziewczynę na randkę w wyznaczonym miejscu i czasie, ale ta nie pojawiła się. Później Michorzewski spotkał dziewczynę w towarzystwie innego mężczyzny. Rozpacz autora tekstu została zawarta we fragmencie Wlokę ten ból przez Włocławek Kochając Cię jak Irlandię.
Muzycy Kobranocki przyznali, że nie cierpią wersji studyjnej utworu, gdyż w wyniku błędów technicznych zniekształcono głos wokalisty, Andrzeja Kraińskiego (na podstawie wersji studyjnej można odnieść wrażenie, że wokalista sepleni).